# Mariene ecoregio Faeröerplateau
De Mariene ecoregio Faeröerplateau (21) (Engels: Faroe Plateau marine ecoregion) is een biogeografische regio en ligt in het noordoosten van de Atlantische Oceaan in de Mariene provincie Noordelijke Europese Zeeën (2) in het Marien rijk Gematigde Noordelijke Atlantische Oceaan. De mariene ecoregio is vastgesteld door het World Wide Fund for Nature en The Nature Conservancy en is vernoemd naar het continentaal plat van de Faeröer.
In het oosten grenst het gebied aan de mariene ecoregio Noordzee (25), in het zuiden aan de mariene ecoregio Keltische Zee (26) en in het westen aan de mariene ecoregio Zuidelijk en Westelijk IJsland (20).

## Geografie
De mariene ecoregio ligt in het noordoosten van de Atlantische Oceaan rond de Deense eilandengroep de Faeröer.
Door het gebied stroomt de Noorse stroom.

## Biogeografie
Het gebied kent zeeleven dat houdt van gematigde temperaturen.